# Präsidentschafts- und Parlamentswahlen in Argentinien 2003
Die Präsidentschafts- und Parlamentswahlen in Argentinien 2003 begannen am 27. April 2003 mit der ersten Runde der Präsidentschaftswahl und endeten am 23. November mit den letzten Teilwahlen zum Abgeordnetenhaus und zum Senat.
Die Wahlen waren stark von der Argentinien-Krise geprägt, die besonders der bis 2001 regierenden Unión Cívica Radical stark geschadet, aber auch zur Zersplitterung der Peronistischen Partei (Partido Justicialista, PJ) in mehrere Flügel beigetragen hatte.
Bei der Präsidentschaftswahl kam es zu einem Novum: Da kein Kandidat die erforderlichen 45 % im ersten Wahlgang erlangte, wurde eine Stichwahl terminiert. Der Erstplatzierte des ersten Wahlgangs, Carlos Menem, trat aber kurz vor der Stichwahl als Kandidat zurück, wodurch der Zweitplatzierte Néstor Kirchner zum Wahlsieger wurde. Bei den Parlamentswahlen wurde die PJ gestärkt, die UCR musste Verluste hinnehmen, die jedoch weit weniger deutlich als bei den Präsidentschaftswahlen ausfielen.

## Vorgeschichte und Kandidaturen
Nach dem Höhepunkt der Argentinien-Krise am 19. und 20. Dezember 2001 war die politische Situation chaotisch.    

### UCR und Abspaltungen
Von der UCR, Regierungspartei bis 2001, hatten sich mehrere Gruppen abgespaltet, die mit eigenen Listen zur Wahl antraten.
- Im Jahr 2001 hatte sich die Gruppierung Argentinos para una República de Iguales um Elisa Carrió formiert, die einen Teil des linken Flügels der Partei sowie einzelne Abgeordnete des damals im Frente País Solidario vertretenen Partido Socialista Popular umfasste, die die Politik der Regierung Fernando de la Rúas nicht mehr mittragen wollten.[1] Für die Wahl bildete Carrió die Allianz Afirmación para una República Igualitaria (ARI), die später zu einer vollwertigen politischen Partei wurde (heute Coalición Cívica ARI).
- Eine weitere UCR-Abspaltung war Recrear para el Crecimiento, die die liberalen und konservativen Kräfte in der Partei versammelte und den ehemaligen Wirtschaftsminister Ricardo López Murphy unterstützte (heute in der Propuesta Republicana aufgegangen).
- Die UCR selbst hatte durch die Krise einen massiven Vertrauensverlust bei den Wählern erlitten und war stark geschwächt. Der offizielle UCR-Kandidat Leopoldo Moreau hatte sich zudem in den internen Wahlen nur knapp gegen Rodolfo Terragno durchgesetzt.[2]

Die mit der UCR bis 2001 in der Koalition Alianza verbündete Konföderation (dauerhafte Parteienallianz) Frente País Solidario (FREPASO) war nach dem Rücktritt des Vizepräsidenten unter De la Rúa, Carlos „Chacho“ Álvarez, und dem Auseinanderbrechen der Alianza-Regierung Ende 2001 zerfallen. PAIS, eine der früheren Mitgliedsparteien des FREPASO, unterstützte Kirchners Frente para la Victoria, während die größere Teilpartei Frente Grande in einigen Provinzen (u. a. Córdoba) eigenständig zur Wahl antrat und auch einige Sitze gewinnen konnte.

### Partido Justicialista
Die Peronisten (PJ) traten mit drei verschiedenen Listen an, da sie sich nicht auf einen gemeinsamen Kandidaten einigen konnten.
- Alt-Präsident Carlos Menem, damals noch führende Figur des konservativ-liberalen Parteiflügels, hatte in der Partei nach mehreren Korruptionsaffären viele Unterstützer verloren; er trat unter dem Namen Frente por la Lealtad, verbündet mit der konservativen UCéDé an.
- Der kurzzeitig Ende 2001 als Präsident regierende Adolfo Rodríguez Saá, der ebenfalls dem rechten Flügel zugerechnet wurde, konnte die Partei nicht hinter sich vereinen. Er trat unter dem Kürzel Frente Movimiento Popular-Unión y Libertad an.
- Übergangspräsident Eduardo Duhalde unterstützte den damals nahezu unbekannten Gouverneur der Provinz Santa Cruz, Néstor Kirchner, der als Vertreter des linken sozialdemokratisch orientierten Flügel galt. Um ihn wurde das Wahlbündnis Frente para la Victoria, das neben dem linken PJ-Flügel mehrere Kleinparteien umfasste, aufgebaut. Der Name der Allianz war von Kirchner bereits von seiner politischen Plattform in Santa Cruz auf Provinzebene seit 1989[3] verwendet worden.

### Weitere Parteien
Neben dem UCR- und PJ-Lager traten mehrere Kleinparteien zur Wahl an. Die aussichtsreicheren darunter waren das kurz zuvor wiedervereinigte Partido Socialista mit Kandidat Alfredo Bravo (der kurz nach der Wahl starb), die sozialistische Allianz Izquierda Unida mit Patricia Walsh und die trotzkistische Partido Obrero mit Jorge Altamira.

## Präsidentschaftswahl
| Ergebnis des ersten Wahlgangs                          |                                      |                                      |            |         |
| Partei                                                 | Kandidaten (Präsident-Vizepräsident) | Kandidaten (Präsident-Vizepräsident) | Stimmen    | Prozent |
| Alianza Frente por la Lealtad – UCeDe                  |                                      | Carlos Menem – Juan Carlos Romero    | 4.740.907  | 24,45   |
| Alianza Frente para la Victoria                        |                                      | Néstor Kirchner – Daniel Scioli      | 4.312.517  | 22,24   |
| Alianza Movimiento Federal para Recrear el Crecimiento |                                      | Ricardo López Murphy – Gómez Diez    | 3.173.475  | 16,37   |
| Frente Movimiento Popular Unión y Libertad             |                                      | Adolfo Rodríguez Saá – Melchor Posse | 2.735.829  | 14,11   |
| Afirmación para una República Igualitaria              |                                      | Elisa Carrió – Gutiérrez             | 2.723.574  | 14,05   |
| Unión Cívica Radical                                   |                                      | Leopoldo Moreau – Mario Losada       | 453.360    | 2,34    |
| Alianza Izquierda Unida                                |                                      | Patricia Walsh – Parrilli            | 332.863    | 1,72    |
| Partido Socialista                                     |                                      | Alfredo Bravo – Rubén Giustiniani    | 217.385    | 1,12    |
| Partido Obrero                                         |                                      | Jorge Altamira – Salas               | 139.399    | 0,72    |
| Confederación para que se Vayan Todos                  |                                      | Enrique Venturino – Pinto Kramer     | 129.764    | 0,67    |
| Partido Humanista                                      |                                      | Guillermo Sullings – Ambrosio        | 105.702    | 0,55    |
| Tiempo de Cambios-Unión Popular                        |                                      | José Carlos Arcagni – Zenof          | 63.449     | 0,33    |
| Partido Socialista Auténtico                           |                                      | Mario Mazziteli – Camps              | 50.239     | 0,26    |
| Movimiento de Integración y Desarrollo                 |                                      | Carlos Zaffore – Perie               | 47.951     | 0,25    |
| Partido Demócrata Cristiano                            |                                      | Manuel Herrera – Cúneo               | 47.750     | 0,25    |
| Partido Popular de la Reconstrucción                   |                                      | Gustavo Breide Obeid – Vasena        | 42.460     | 0,22    |
| Unidos o Dominados                                     |                                      | Juan Mussa – Suárez                  | 39.505     | 0,20    |
| Movimiento por la Dignidad y la Independencia          |                                      | Ricardo Terán – Bonacci              | 31.766     | 0,16    |
| Gültige Stimmen                                        | Gültige Stimmen                      | Gültige Stimmen                      | 19.387.895 | –       |
| Quelle:                                                |                                      |                                      |            |         |

| Gültige Stimmen                               | Gültige Stimmen                               | Gültige Stimmen                               | Gültige Stimmen                               | 19.387.895 | 97,28 |
| Kein Stimmzettel abgegeben („voto en blanco“) | Kein Stimmzettel abgegeben („voto en blanco“) | Kein Stimmzettel abgegeben („voto en blanco“) | Kein Stimmzettel abgegeben („voto en blanco“) | 196.574    | 0,99  |
| Ungültig                                      | Ungültig                                      | Ungültig                                      | Ungültig                                      | 345.642    | 1,73  |
| Wähler insgesamt                              | Wähler insgesamt                              | Wähler insgesamt                              | Wähler insgesamt                              | 19.930.111 | 100   |

| Wahlbeteiligung | Wahlbeteiligung | Wahlbeteiligung | Wahlbeteiligung | 19.930.111 | 78,21 |
| Wahlberechtigte | Wahlberechtigte | Wahlberechtigte | Wahlberechtigte | 25.480.440 | 100   |

## Parlamentswahl

### Abgeordnetenkammer
Die Wahlen zur Abgeordnetenkammer fanden am 27. April, 24. und 31. de August, 7., 14. und 28. September, 5., 19. und 26. Oktober sowie am 9., 16. und 23. November 2003 statt. Dabei wurden die Hälfte der Sitze (130 von 260) erneuert.
| Distrikt                    | UCR | PJ | ARI | Regionalparteien | Gesamtzahl Sitze im Distrikt |
| --------------------------- | --- | -- | --- | ---------------- | ---------------------------- |
| Buenos Aires                | 5   | 19 | 4   | 8                | 35                           |
| Autonome Stadt Buenos Aires | –   | 3  | –   | 9                | 12                           |
| Catamarca                   | 2   | –  | –   | –                | 2                            |
| Chaco                       | 2   | 1  |     | –                | 3                            |
| Chubut                      | 1   | 2  | –   | –                | 3                            |
| Córdoba                     | 2   | 4  | –   | 3                | 9                            |
| Corrientes                  | 1   | 1  | –   | 2                | 4                            |
| Entre Ríos                  | 1   | 2  | 1   | –                | 4                            |
| Formosa                     | –   | 3  | –   | –                | 3                            |
| Jujuy                       | 1   | 2  | –   | –                | 3                            |
| La Pampa                    | 1   | 1  | –   | –                | 2                            |
| La Rioja                    | 1   | 2  | –   | –                | 3                            |
| Mendoza                     | 3   | 2  | –   | –                | 5                            |
| Misiones                    | –   | 2  | –   | 2                | 4                            |
| Neuquén                     | –   | –  | –   | 2                | 2                            |
| Río Negro                   | 2   | 1  | –   | –                | 3                            |
| Salta                       | –   | 3  | –   | 1                | 4                            |
| San Juan                    | –   | 2  | –   | 1                | 3                            |
| San Luis                    | –   | 2  | –   | –                | 2                            |
| Santa Cruz                  | –   | 2  | –   | –                | 2                            |
| Santa Fe                    | 2   | 6  | 1   | 1                | 10                           |
| Santiago del Estero         | –   | 2  | –   | 2                | 4                            |
| Tierra del Fuego            | 1   | 1  | 1   | –                | 3                            |
| Tucumán                     | –   | 2  | –   | 3                | 5                            |
| Quelle:                     |     |    |     |                  |                              |

### Senat
In einem Drittel der Distrikte fanden außerdem Senatswahlen statt; turnusgemäß standen 24 Senatorensitze in 8 Provinzen (jeweils drei pro Provinz) zur Wahl. Wahltermine waren 7. September, 5. Oktober, 26. Oktober, 9. November und 23. November 2003.
| Distrikt   | UCR | PJ | Regionalparteien | Gesamtzahl der Sitze im Distrikt |
| ---------- | --- | -- | ---------------- | -------------------------------- |
| Catamarca  | 2   | 1  |                  | 3                                |
| Chubut     | 1   | 2  |                  | 3                                |
| Córdoba    |     | 2  | 1                | 3                                |
| Corrientes | 1   | 1  | 1                | 3                                |
| La Pampa   | 1   | 2  |                  | 3                                |
| Mendoza    | 1   | 2  |                  | 3                                |
| Santa Fe   |     | 2  | 1                | 3                                |
| Tucumán    |     | 1  | 2                | 3                                |
| Gesamt     | 6   | 14 | 4                | 24                               |
| Quelle:    |     |    |                  |                                  |